# Boverket
Boverket är en svensk central förvaltningsmyndighet, tillkommen 1988 genom sammanläggning av tidigare Bostadsstyrelsen och Statens planverk (Planverket). Från början hette myndigheten Plan- och bostadsverket, men bytte 1991 namn till Boverket. Myndigheten är lokaliserad till Karlskrona.
Boverket är en myndighet för samhällsplanering, stadsutveckling, byggande och boende. Verket arbetar på uppdrag av riksdagen och regeringen, i samverkan med andra för att människor ska ha hög kvalitet i sitt boende. Boverket ger ut olika regelverk och handböcker, som är mer eller mindre tvingande, kallade Boverkets byggregler (ofta förkortat BBR). Det motsvarar det som förr var svensk byggnorm.

## Boverkets författningssamling
Boverkets författningssamling innehåller föreskrifter som Boverket givit ut.

## Generaldirektörer
- Gösta Blücher 1988-1997
- Fredrik von Platen 1998-1999
- Ines Uusmann 1999-2008
- Janna Valik 2008-2016
- Susann Bard tillförordnad 2017
- Anders Sjelvgren 2017-

## Riksarkitekt
Riksarkitekt var sedan 2018 en befattning inom Boverket med uppgift att inspirera och driva på utvecklingen för att offentliga och privata aktörer ska höja den arkitektoniska kvaliteten i det som byggs och skapa goda livsmiljöer. Riksarkitekten skulle också vägleda landsting, kommuner och privata aktörer för att skapa en god gestaltning av vårdens respektive skolors och förskolors fysiska miljö. Till tjänstens förste ställföreträdande innehavare utsågs stadsbyggnadsdirektören i Malmö Christer Larsson. I januari 2019 utsågs Helena Bjarnegård till riksarkitekt. Numera tillsätts tjänsten inte.